# Stepankî, Murovani Kurîlivți
Stepankî (în ucraineană Степанки) este localitatea de reședință a comunei Stepankî din raionul Murovani Kurîlivți, regiunea Vinnița, Ucraina.

## Demografie
Componența lingvistică a localității Stepankî
     Ucraineană (97,4%)
     Rusă (2,38%)
     Alte limbi (0,22%)
Conform recensământului din 2001, majoritatea populației localității Stepankî era vorbitoare de ucraineană (97,4%), existând în minoritate și vorbitori de rusă (2,38%).